# Винкелес, Рейнер

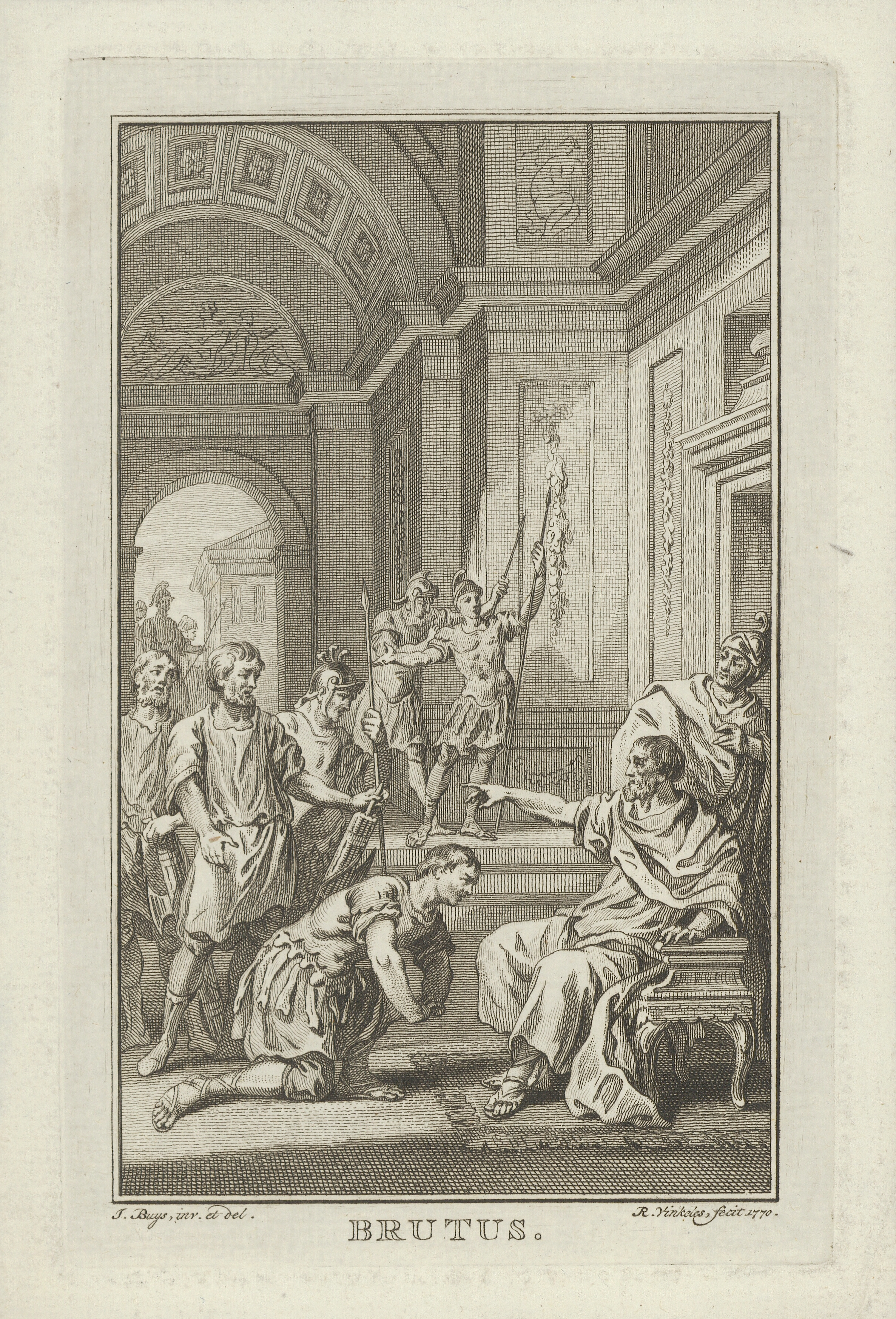
Иллюстрация к трагедии «Брутус»

Рейнер Винкелес (нидерл. Reinier Vinkeles; 19 июня 1741, Амстердам — 30 января 1816, там же) — голландский художник, рисовальщик, иллюстратор и гравёр.

## Биография
Учился сперва у художника Яна Пунта. В 1762 году поступил в Амстердамскую городскую академию рисования (Stadstekenacademie). В 1765 году отправился в Брабант. С 1770 года жил в Париже, где в течение года учился у Жака-Филиппа Леба, познакомился с голландскими художниками Германусом Нуманом (1744—1820) и Исааком де Витом (1744—1809).
Через год вернулся на родину и начал работать в Амстердаме. Позже, был назначен директором Амстердамской городской академии рисования. Отказался от предложения Екатерины Великой стать директором Императорской Академии художеств в Санкт-Петербурге.
Член Амстердамской гильдии Святого Луки.

## Галерея

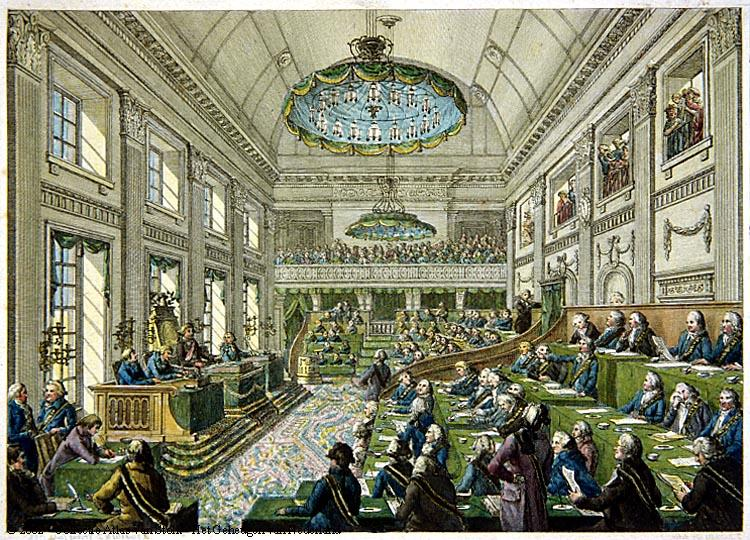
Первое Национальное собрание (1 марта 1796 г.)
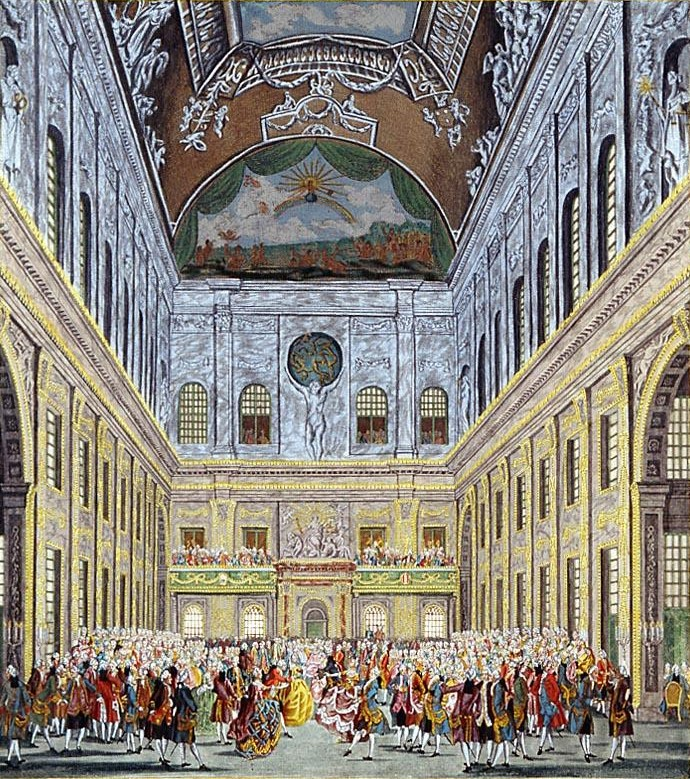
Бал Вильгельма V Оранского и Вильгельмины Прусской в Амстердаме.
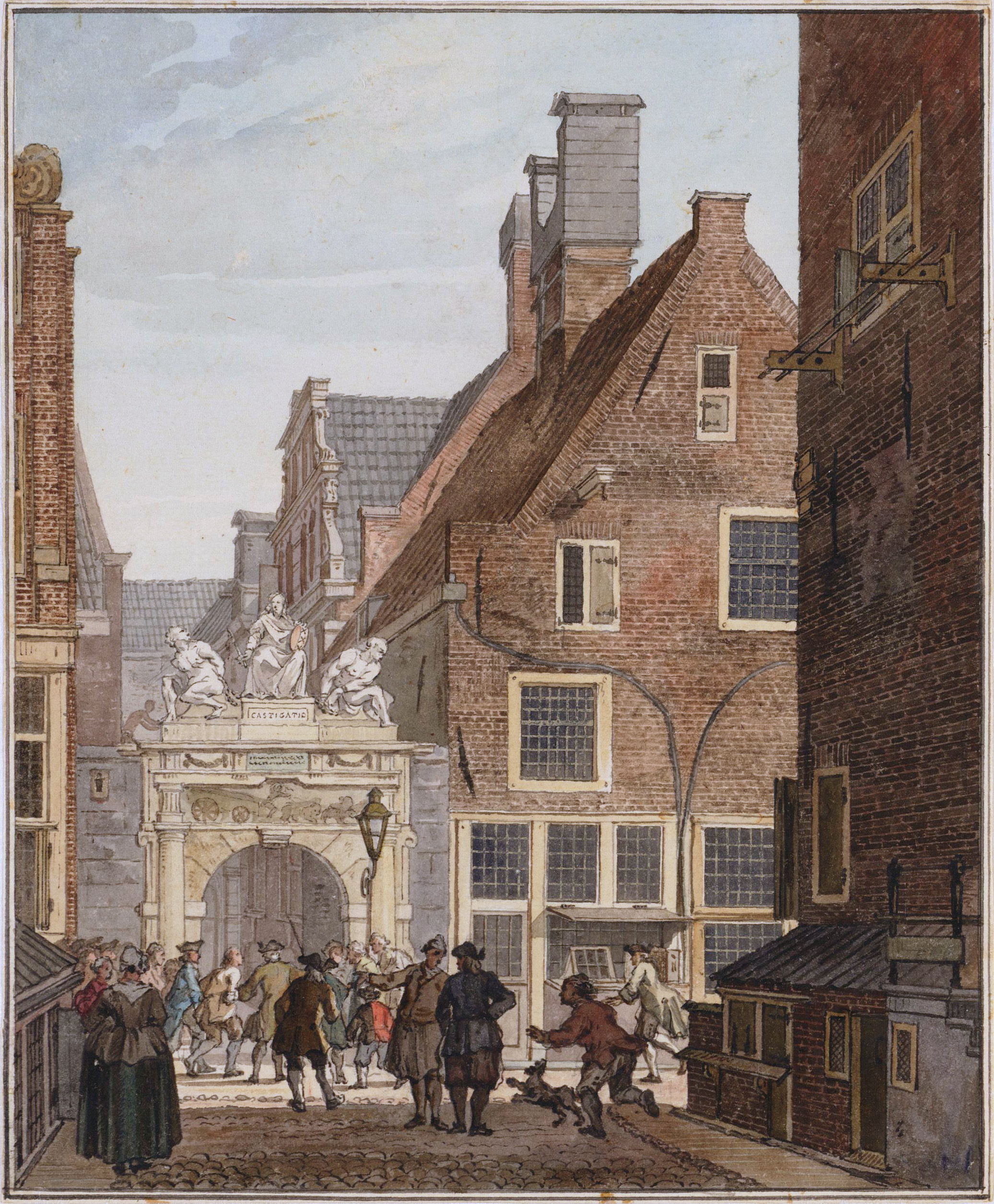
Тюрьма в Амстердаме
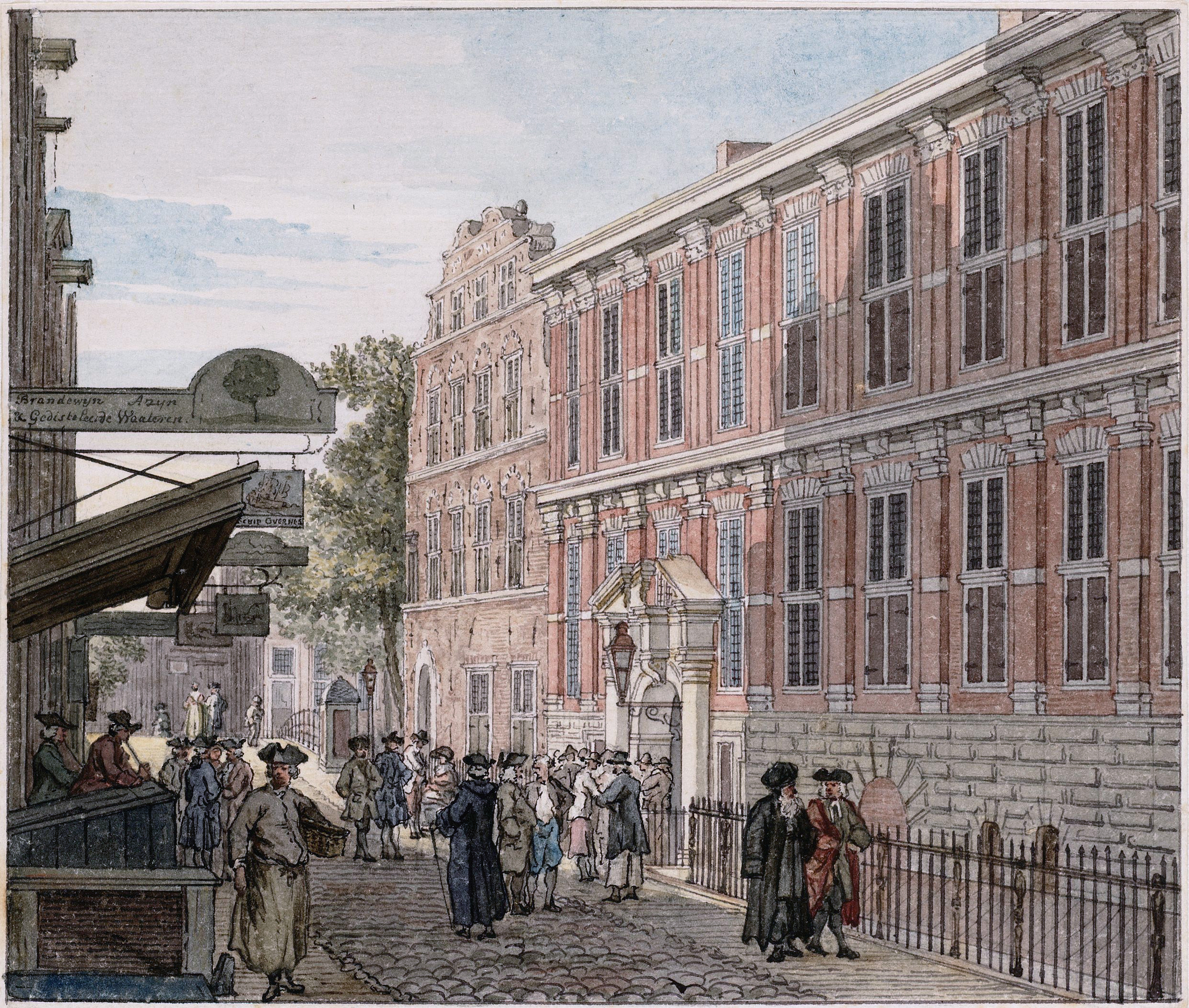
Ост-Индский дом в Амстердаме
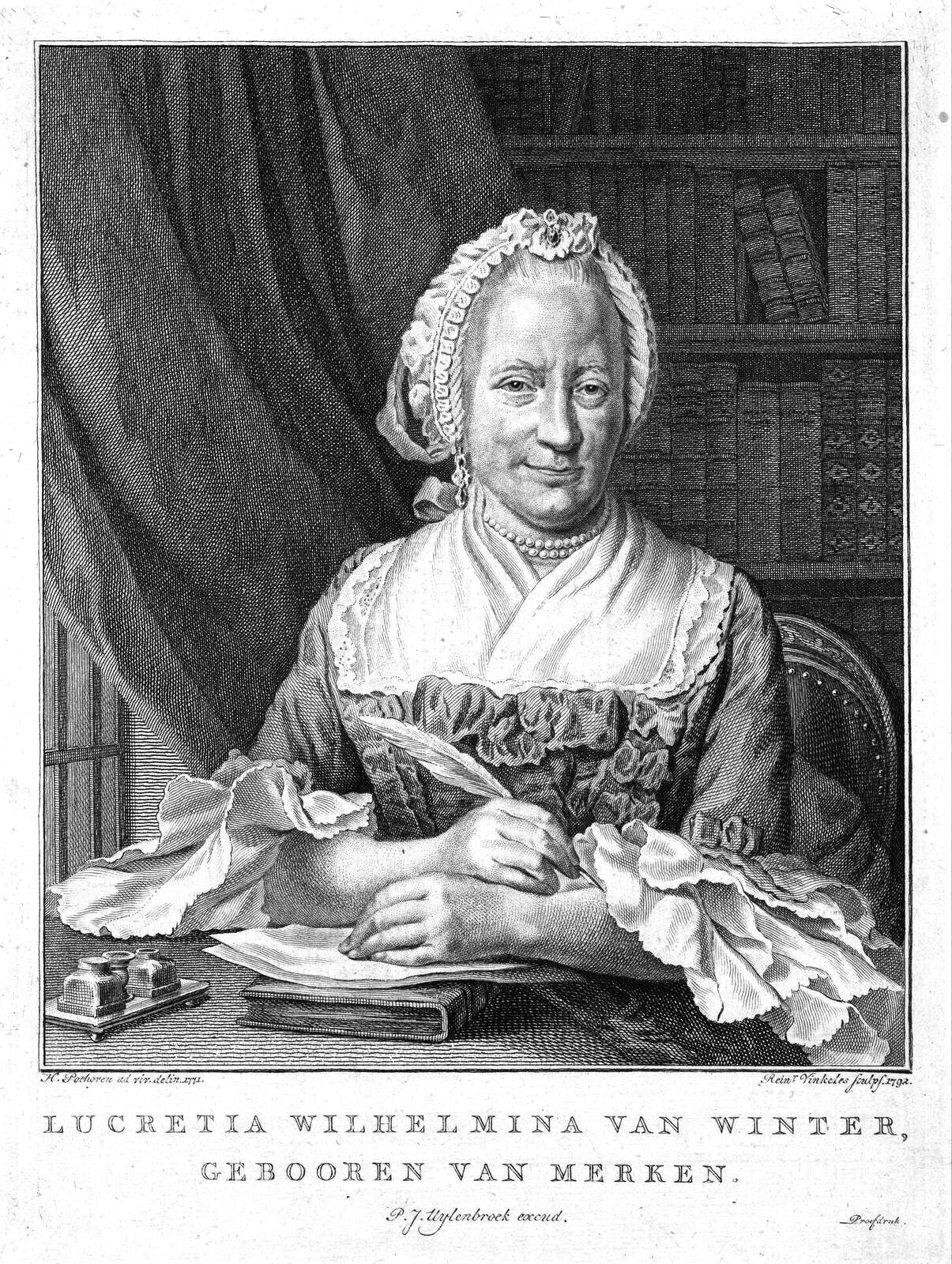
Портрет Лукреции Вильгельмины ван Меркен
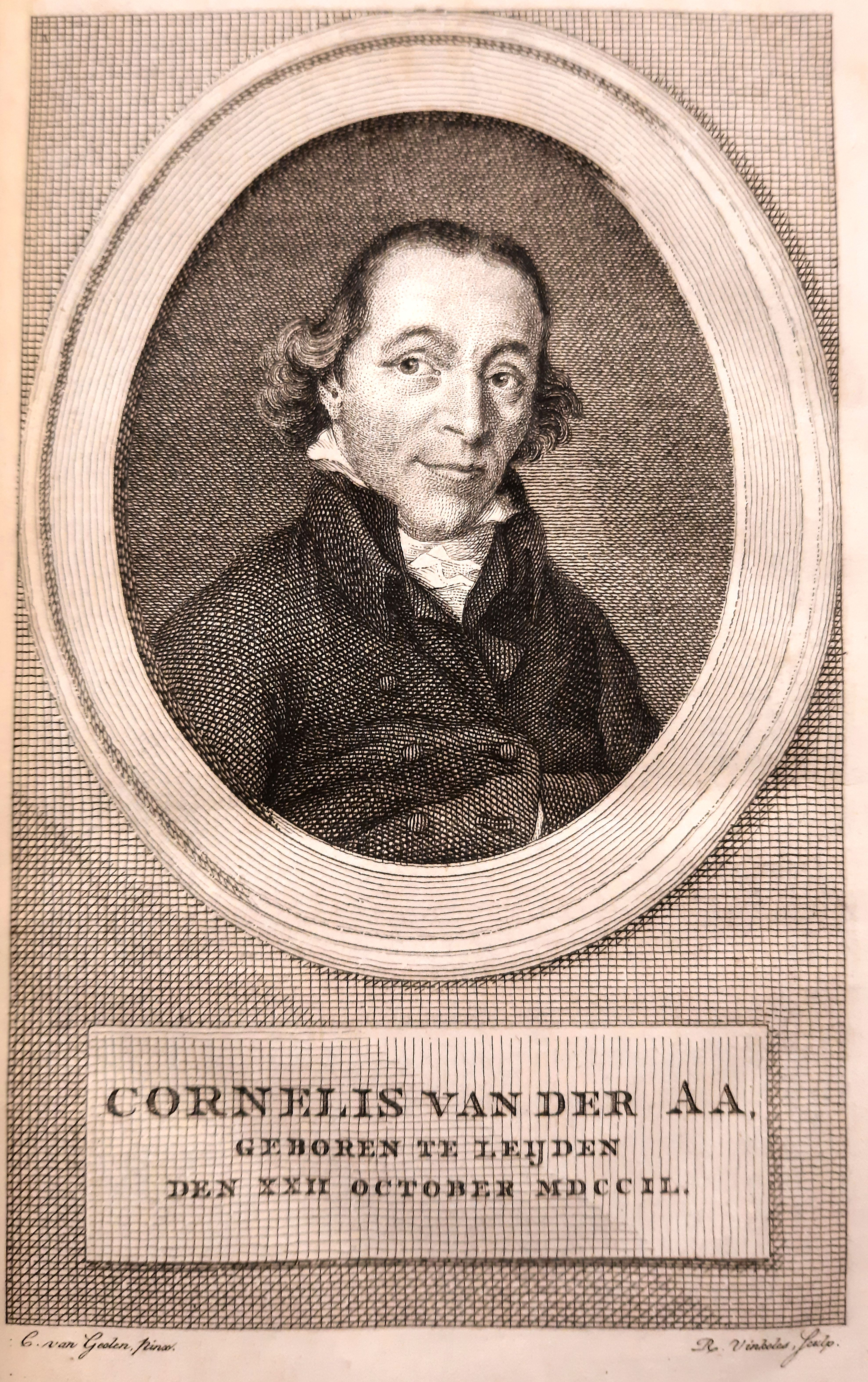
Портрет писателя Корнелиса ван дер Аа